# Socle (géologie)
Pour les articles homonymes, voir Socle.
- 0-20 Ma
- 20-65 Ma
- >65 Ma

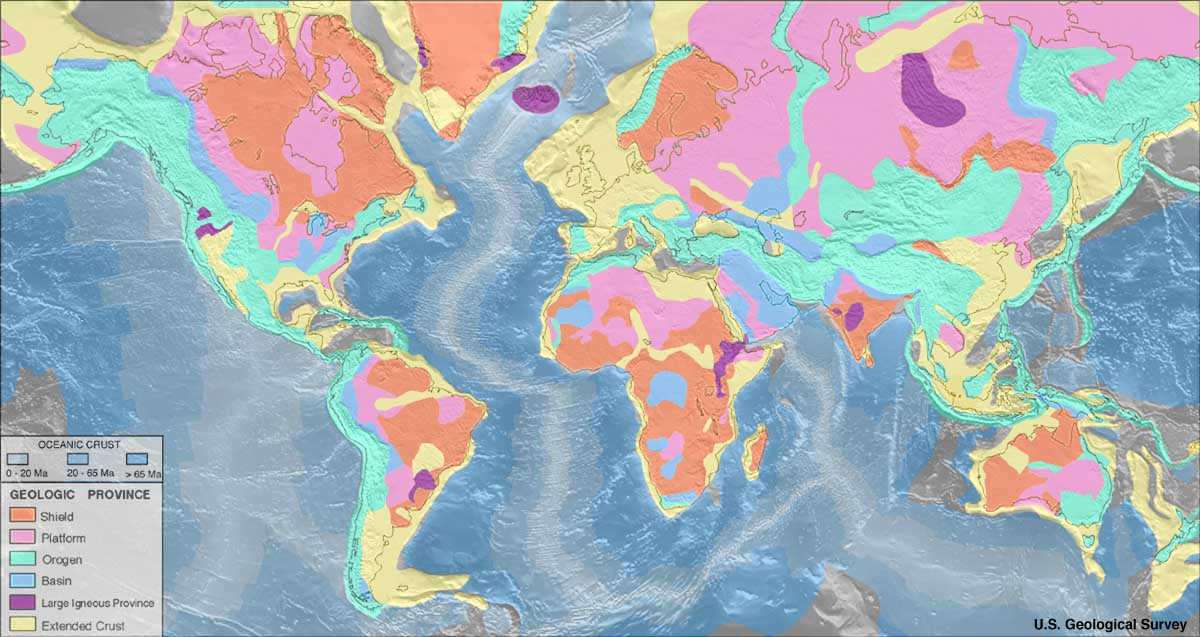
Les grandes régions géologiques (USGS)
Croûte océanique
0-20 Ma
20-65 Ma
>65 Ma
Croûte continentale
Craton
Plateforme
Chaîne de montagne
Bassin structural
Grande province ignée
Plateau continental

En géologie, un socle, appelé aussi socle cristallin, désigne une structure géomorphologique constituée d'un ensemble rocheux induré composé de roches métamorphiques ou magmatiques plissées puis pénéplanées formées au cours d'un ou plusieurs cycles orogéniques. Le socle est recoupé par une surface de discordance sur laquelle repose éventuellement une couverture sédimentaire ou volcanique à la suite d'une succession de transgressions ou d'une période de volcanisme. Cette couverture a donc un plan de stratification faisant un angle différent avec le plan de foliation ou de stratification des roches érodées sous-jacentes du socle.
Un bouclier est une vaste portion stable de la croûte terrestre correspondant à un vieux socle ancien à grand rayon de courbure consolidé depuis longtemps et à plusieurs reprises, il est ainsi non ou peu plissé depuis et dépourvu de couverture sédimentaire. 
Ce terme est surtout utilisé dans des disciplines géologiques relatives au bassin sédimentaire, à la sédimentologie et à la géologie du pétrole (en) pour lesquelles le socle cristallin (généralement Précambrien) n'a pas d'intérêt économique car il contient rarement du pétrole ou du gaz naturel.
L'analyse de la géologie de nombreuses régions du monde révèle que les socles sont le plus souvent des boucliers d'âge précambrien.

## Applications
En Europe, une grande partie de la couverture sédimentaire repose sur un socle précambrien ou paléozoïque formé avant le cycle varisque.